# Lithacodia decorata
Lithacodia decorata là một loài bướm đêm trong họ Noctuidae.